# 142 км (колійний пост)
142 кілометр — колійний пост Одеської дирекції Одеської залізниці.
Розташований у місті Первомайську Первомайського району Миколаївської області на лінії Побережжя — Підгородна між станціями Голта (3 км) та Орлик (5 км).
Точна дата відкриття колійного поста невідома. Виник між 1962 та 1980 роками. Електрифікований 1990 року. Приміські поїзди не зупиняються.